# هارالد سميث
هارالد سميث (بالنرويجية: Harald Smith)‏ (و. 1879 – مايو 1977 م) هو متزحلق نوردي مزدوج نرويجي، ولد في أوسلو، توفي في سويسرا.

## جوائز
حصل على جوائز منها:
- ميدالية هولمنكولن  [لغات أخرى]‏ (1904).